# Annemarie Uliasz
Annemarie Uliasz (ur. 11 listopada 1973) – amerykańska snowboardzistka pochodzenia polskiego, wicemistrzyni świata.

## Kariera
W zawodach Pucharu Świata zadebiutowała 20 stycznia 1995 roku w Innichen, zajmując trzecie miejsce w halfpipe'ie. Tym samym już w swoim debiucie nie tylko wywalczyła pierwsze pucharowe punkty, ale od razu stanęła na podium. W zawodach tych wyprzedziły ją jedynie jej rodaczki: Sabrina Sadeghi i Cammy Potter. Łącznie 11 razy stawała na podium zawodów PŚ, odnosząc przy tym jedno zwycięstwo: 9 marca 1996 roku w Boreal Ridge triumfowała w halfpipe’ie. Najlepsze wyniki osiągnęła w sezonach 1994/1995 i sezonie 1995/1996, kiedy zajmowała drugie miejsce w klasyfikacji halfpipe’a.
Jej największym sukcesem jest srebrny medal w halfpipe’ie na mistrzostwach świata w Lienzu w 1996 roku. Rozdzieliła tam Carolien van Kilsdonk z Holandii i swą rodaczkę, Cammy Potter. Był to jej jedyny medal wywalczony na międzynarodowej imprezie tej rangi. Zajęła też czternaste miejsce podczas mistrzostw świata w San Candido rok później. Nie startowała na igrzyskach olimpijskich.
W 1998 r. zakończyła karierę.

## Osiągnięcia

### Mistrzostwa świata
| Miejsce | Dzień       | Rok  | Miejscowość | Konkurencja | Zwyciężczyni          |
| ------- | ----------- | ---- | ----------- | ----------- | --------------------- |
| 2.      | 24 stycznia | 1996 | Lienz       | Halfpipe    | Carolien van Kilsdonk |
| 14.     | 24 stycznia | 1997 | San Candido | Halfpipe    | Anita Schwaller       |

### Puchar Świata

#### Miejsca w klasyfikacji generalnej
- sezon 1994/1995: -
- sezon 1995/1996: -
- sezon 1996/1997: 30.
- sezon 1997/1998: 62.

#### Miejsca na podium
1. San Candido – 20 stycznia 1995 (halfpipe) - 3. miejsce
2. Alts – 3 lutego 1995 (halfpipe) - 3. miejsce
3. Mount Bachelor – 10 lutego 1995 (halfpipe) - 3. miejsce
4. Breckenridge – 16 lutego 1995 (halfpipe) - 2. miejsce
5. Calgary – 26 lutego 1995 (halfpipe) - 2. miejsce
6. San Candido – 18 stycznia 1996 (halfpipe) - 2. miejsce
7. San Candido – 19 stycznia 1996 (halfpipe) - 2. miejsce
8. Kanbayashi – 12 lutego 1996 (halfpipe) - 2. miejsce
9. Olang – 2 marca 1997 (halfpipe) - 3. miejsce
10. Sun Peaks – 3 marca 1996 (halfpipe) - 3. miejsce
11. Boreal Ridge – 9 marca 1996 (halfpipe) - 1. miejsce

- w sumie 1 zwycięstwo, 5 drugich i 5 trzecich miejsc.